# Cucullia pallidistria
Cucullia pallidistria är en fjärilsart som beskrevs av Felder 1874. Cucullia pallidistria ingår i släktet Cucullia och familjen nattflyn. Inga underarter finns listade i Catalogue of Life.